# Mohammad Hassan Akhund
Mohammad Hassan Akhund (ملا محمد حسن اخوند) é um político afegão, que atualmente é o primeiro-ministro interino do Afeganistão no governo talibã não reconhecido internacionalmente desde 7 de setembro de 2021. Antes de sua nomeação, o mulá Akhund, nascido em Kandahar, foi primeiro ministro das Relações Exteriores e depois vice-primeiro-ministro durante o governo do Talibã de 1996-2001 e é o chefe de longa data do poderoso órgão de tomada de decisões do grupo, Rehbari Shura (conselho de liderança). Mullah Akhund tem linhagem pashtun de Ahmad Shah Durrani . Akhund é autor de várias obras sobre o Islã e está na lista de sanções das Nações Unidas.

## Carreira política
Akhund é um dos membros mais antigos do Talibã e foi um colaborador próximo de Mohammed Omar, o primeiro líder do movimento.  Durante o regime talibã (1996-2001), além de vice-primeiro-ministro, foi ministro dos Negócios Estrangeiros do Afeganistão de 1998 a 27 de outubro de 1999.  Como muitos outros talibãs seniores, ele está sujeito a sanções das Nações Unidas relacionadas ao abrigo de grupos terroristas. 
Durante o período de insurgência (2001–2021), Akhund foi intermitentemente um membro da Quetta Shura.  Em 2013, ele era o chefe das comissões do Talibã e o chefe da comissão de recrutamento. 

Após o retorno do Talibã ao poder em 2021, Akhund foi nomeado primeiro-ministro interino.  Sua nomeação foi vista como um compromisso entre as figuras moderadas e linha-dura do Talibã.  Ele assumiu o cargo em 7 de setembro de 2021. 